# 24 Horas de Le Mans de 1959
As 24 Hours of Le Mans de 1959 foi o 27º grande prêmio automobilístico das 24 Horas de Le Mans, tendo acontecido nos dias 20 e 21 de junho 1959 em Le Mans, França no autódromo francês, Circuit de la Sarthe.

## Resultados Finais
| Pos    | Class  | Nº | Equipe                                           | Pilotos                                  | Chassis                         | Motor                   | Voltas |
| ------ | ------ | -- | ------------------------------------------------ | ---------------------------------------- | ------------------------------- | ----------------------- | ------ |
| 1      | S 3.0  | 5  | David Brown Racing Dept.                         | Carroll Shelby Roy Salvadori             | Aston Martin DBR1/300           | Aston Martin 3.0L I6    | 323    |
| 2      | S 3.0  | 6  | David Brown Racing Dept.                         | Maurice Trintignant Paul Frère           | Aston Martin DBR1/300           | Aston Martin 3.0L I6    | 322    |
| 3      | GT 3.0 | 11 | Equipe Nationale Belge                           | Jean Blaton Leon Dernier                 | Ferrari 250 GT LWB Coupe        | Ferrari 3.0L V12        | 297    |
| 4      | GT 3.0 | 18 | North American Racing Team (NART)                | André Pilette George Arents              | Ferrari 250 GT Berlinetta       | Ferrari 3.0L V12        | 296    |
| 5      | GT 3.0 | 16 | Fernand Tavano North American Racing Team (NART) | Fernand Tavano Bob Grossman              | Ferrari 250 GT California       | Ferrari 3.0L V12        | 294    |
| 6      | GT 3.0 | 20 | Lino Fayen                                       | Lino Fayen Gino Munaron                  | Ferrari 250 GT Berlinetta       | Ferrari 3.0L V12        | 293    |
| 7      | GT 2.0 | 29 | Rudd Racing Ltd.                                 | Ted Whiteaway John Turner                | AC Ace                          | Bristol 2.0L I6         | 273    |
| 8      | GT 1.5 | 41 | William S. Frost                                 | Peter Lumsden Peter Riley                | Lotus Elite Mk14                | Coventry Climax 1.2L I4 | 270    |
| 9      | GT 750 | 46 | Automobiles Deutsch et Bonnet                    | René Cotton Louis Cornet                 | DB HBR4                         | Panhard 0.7L Flat-2     | 258    |
| 10     | GT 1.5 | 42 | Border Reivers                                   | Sir John Whitmore Jim Clark              | Lotus Elite Mk14                | Coventry Climax 1.2L I4 | 257    |
| 11     | GT 750 | 45 | Automobiles Deutsch et Bonnet                    | Bernard Consten Paul Armagnac            | DB HBR4                         | Panhard 0.7L Flat-2     | 247    |
| 12     | GT 750 | 44 | Sture Nottorp                                    | Sture Nottorp Gunnar Bengtsson           | Saab 93 Sport                   | Saab 0.7L I3 (2-Stroke) | 232    |
| 13 NC  | S 750  | 55 | Automobili Stanguellini                          | Roger Delageneste Paul Guiraud           | Stanguellini 750 Sport BA       | Fiat 0.7L I4            | 220    |
| 14 DNF | GT 750 | 48 | Automobiles Deutsch et Bonnet                    | René Bartholoni Francois Jaeger          | DB HBR5                         | Panhard 0.7L Flat-2     | 169    |
| 15 DNF | GT 2.0 | 27 | Standard Triumph                                 | Ninian Sanderson Claude Dubois           | Triumph TR3S                    | Triumph 2.0L I4         | 114    |
| 16 DNF | S 1.1  | 48 | Roger Masson                                     | Roger Masson Jean Vinatier               | DB HBR5                         | Panhard 0.9L Flat-2     | 179    |
| 17 DNF | GT 2.0 | 33 | F.W.R. Lund                                      | Ted Lund Colin Escott                    | MG MGA Twin Cam                 | MG 1.6L I4              | 185    |
| 18 DNF | S 3.0  | 14 | Scuderia Ferrari                                 | Phil Hill Olivier Gendebien              | Ferrari 250 TR59                | Ferrari 3.0L V12        | 263    |
| 19 DNF | S 1.5  | 35 | Jean Kerguen                                     | Jean Kerguen Robert La Caze              | Porsche 550 RS                  | Porsche 1.5L Flat-4     | 229    |
| 20 DNF | S 1.5  | 37 | Ed Hugus                                         | Ed Hugus Ray Erickson                    | Porsche 718 RSK                 | Porsche 1.5L Flat-4     | 240    |
| 21 DNF | S 1.5  | 36 | Baron Carel Godin de Beaufort                    | Carel Godin de Beaufort Christian Heins  | Porsche 718 RSK                 | Porsche 1.5L Flat-4     | 186    |
| 22 DNF | S 750  | 53 | Team Lotus Engineering                           | Alan Stacey Keith Greene                 | Lotus 17                        | Coventry Climax 0.7L I4 | 156    |
| 23 DNF | S 1.5  | 34 | Porsche KG                                       | Edgar Barth Wolfgang Seidel              | Porsche 718 RSK                 | Porsche 1.5L Flat-4     | 168    |
| 24 DNF | S 2.0  | 31 | Porsche KG                                       | Jo Bonnier Wolfgang von Trips            | Porsche 718 RSK                 | Porsche 1.6L Flat-4     | 182    |
| 25 DNF | S 3.0  | 8  | Ecurie Ecosse                                    | Ron Flockhart John Lawrence              | Tojeiro                         | Jaguar 3.0L I6          | 137    |
| 26 DNF | GT 1.5 | 38 | Equipe Los Amigos                                | Jean-Claude Vidilles Jean-François Malle | Lotus Elite Mk14                | Coventry Climax 1.2L I4 | 105    |
| 27 DNF | S 2.0  | 25 | Standard Triumph                                 | Peter Jopp Richard Stoop                 | Triumph TR3S                    | Triumph 2.0L I4         | 245    |
| 28 DNF | S 3.0  | 12 | Scuderia Ferrari                                 | Dan Gurney Jean Behra                    | Ferrari 250 TR59                | Ferrari 3.0L V12        | 129    |
| 29 DNF | S 3.0  | 30 | Team Lotus Engineering                           | Graham Hill Derek Jolly                  | Lotus 15                        | Coventry Climax 2.0L I4 | 119    |
| 30 DNF | S 750  | 52 | O.S.C.A. Automobili                              | Jean Laroche André Testut                | O.S.C.A. 750 Sport              | O.S.C.A. 0.7L I4        | 88     |
| 31 DNF | GT 750 | 50 | Alejandro de Tomaso                              | Alejandro de Tomaso Colin Davis          | DB HBR5                         | Panhard 0.7L Flat-2     | 63     |
| 32 DNF | S 3.0  | 1  | Brian Lister                                     | Ivor Bueb Bruce Halford                  | Lister LM                       | Jaguar 3.0L I6          | 121    |
| 33 DNF | S 3.0  | 19 | Edwin D. Martin                                  | Edwin D. Martin William Kimberley        | Ferrari 250 TR58                | Ferrari 3.0L V12        | 108    |
| 34 DNF | S 3.0  | 3  | Ecurie Ecosse                                    | Innes Ireland Masten Gregory             | Jaguar D-Type Modified          | Jaguar 3.0L I6          | 70     |
| 35 DNF | S 2.0  | 24 | Cooper Car Company                               | Jim Russell Bruce McLaren                | Cooper T49 Monaco Mk1           | Coventry Climax 2.0L I4 | 79     |
| 36 DNF | S 2.0  | 32 | Porsche KG                                       | Hans Herrmann Umberto Maglioli           | Porsche 718 RSK                 | Porsche 1.6L Flat-4     | 78     |
| 37 DNF | S 2.0  | 23 | Scuderia Ferrari                                 | Giulio Cabianca Giorgio Scarlatti        | Ferrari Dino 196S               | Ferrari 1.9L V6         | 63     |
| 38 DNF | GT 1.1 | 59 | Jacques Faucher                                  | Jacques Faucher Gérard Leffargue         | DB HBR4                         | Panhard 0.9L Flat-2     | 53     |
| 39 DNF | S 750  | 56 | Automobili Stanguellini                          | René Louis Revillon Joseph Dieu          | Stanguellini 750 Sport Bialbero | Fiat 0.7L I4            | 37     |
| 40 DNF | S 3.0  | 4  | David Brown Racing Dept.                         | Stirling Moss Jack Fairman               | Aston Martin DBR1/300           | Aston Martin 3.0L I6    | 70     |
| 41 DNF | GT 750 | 43 | S.A. Hurrell / R.M. North                        | Sydney H. Hurrell Roy North              | Saab 93 Sport                   | Saab 0.7L I3 (2-Stroke) | 35     |
| 42 DNF | S 750  | 54 | Team Lotus Engineering                           | Michael Taylor Johnathon Sieff           | Lotus 17                        | Coventry Climax 0.7L I4 | 23     |
| 43 DNF | S 750  | 51 | O.S.C.A. Automobili                              | Pedro Rodríguez Ricardo Rodríguez        | O.S.C.A. Sport 750TN            | O.S.C.A. 0.7L I4        | 32     |
| 44 DNF | S 3.0  | 2  | Brian Lister                                     | Walt Hansgen Peter Blond                 | Lister LM                       | Jaguar 3.0L I6          | 52     |
| 45 DNF | S 3.0  | 7  | A.G. Whitehead                                   | Graham Whitehead Brian Naylor            | Aston Martin DBR1/300           | Aston Martin 3.0L I6    | 52     |
| 46 DNF | S 3.0  | 10 | Equipe Nationale Belga                           | Lucien Bianchi Alain de Changy           | Ferrari 250 TR58                | Ferrari 3.0L V12        | 47     |
| 47 DNF | GT 2.0 | 60 | John Dashwood                                    | John Dashwood William Wilks              | Frazer-Nash Le Mans             | Bristol 2.0L I6         | 30     |
| 48 DNF | S 750  | 62 | Société E.F.A.C.                                 | René Philippe Faure Georges Guyot        | Stanguellini Efac SP            | Fiat 0.7L I4            | 58     |
| 49 DNF | S 3.0  | 15 | Scuderia Ferrari                                 | Cliff Allison Hermano da Silva Ramos     | Ferrari 250 TR59                | Ferrari 3.0L V12        | 41     |
| 50 DNF | GT 2.0 | 26 | Standard Triumph                                 | Peter Bolton Michael Rotschild           | Triumph TR3S                    | Triumph 2.0L I4         | 35     |
| 51 DNF | S 3.0  | 17 | North American Racing Team (NART)                | Gilbert Geitner Rod Carveth              | Ferrari 250 TR58                | Ferrari 3.0L V12        | 21     |
| 52 DNF | GT 3.0 | 21 | Écurie Trois Chevrons                            | Hubert Patthey Renaud Calderari          | Aston Martin DB4 GT             | Aston Martin 3.0L I6    | 21     |
| 53 DNF | GT 750 | 47 | Automobiles Deutsch et Bonnet                    | Pierre Chancel Gérard Laureau            | DB HBR4                         | Panhard 0.7L Flat-2     | 9      |

Legenda :DNQ = Não largou - DNF = Abandono - NC = Não classificado - DSQ= Desqualificado